# John Rex
John Rex (* 5. März 1925 in Port Elizabeth, Eastern Cape, Südafrika; † 20. Dezember 2011) war ein südafrikanisch-britischer Soziologe. Er war von Karl Marx, Max Weber, Georg Simmel and Émile Durkheim beeinflusst und sah sich als Vertreter einer objektiven Soziologie und war politisch engagiert.

## Leben und Wirken
John Rex besuchte die Grey Primary und die Grey High School in Port Elizabeth. Ab 1943 diente er in der britischen Kriegsmarine im Mittelmeer in Italien. Seinen B.A. für Soziologie und Philosophie erwarb er 1945 an der Rhodes University in Grahamstown (Südafrika), 1946 ebendort den B.A. Honour für Soziologie.
Als er 1946 nach seinem Dienst in der britischen Flotte nach Südrhodesien zurückkehrte, hatte der damalige Präsident der Students' Union, Ian Smith, späterer Premier von Südrhodesien, die Rhodes University ausgeschlossen, weil sie farbige Studenten zuließ. John Rex war eine der Hauptfiguren in der Kampagne für deren Wiederaufnahme in die Students' Union. Er lehrte nahe Bulawayo an der Hope Fountain-Missionsschule und hatte sich entschlossen, seine M.A.-Arbeit über den Generalstreik von 1946 in Bulawayo zu schreiben. Allerdings verwies ihn die südrhodesische Regierung des Landes, weil er „auf Grund von Informationen einer anderen Regierung nicht mehr in Südrhodesien erwünscht“ sei.
Er kehrte nach Südafrika zurück, bewarb sich dort um ein Visum für Großbritannien und erhielt mit der Unterstützung seines Professors James Irving eine Stelle als Dozent an der Universität Leeds.
Zusammen mit Reverend Michael Scott und dessen Londoner antirassistischen Organisation Africa Bureau bekämpfte er die noch lange mächtige Vorstellung einer „weißen Vormachtstellung“ (White Supremacy) im südlichen Afrika. Auch engagierte er sich stark in der Kampagne für eine nukleare Abrüstung und beschäftigte sich weiterhin mit dem Kampf gegen rassistische Diskriminierung. Dies veranlasste ihn dazu, seine Aufmerksamkeit auf den Islam und die Arbeit der asiatischen Gewerkschaften auszuweiten.
Mit dem Sturz der „weißen Vorherrschaft“ war für ihn allerdings nur eins von vielen Problemen gelöst worden, die unsere Gesellschaft unvollkommen erscheinen lassen.
John Rex war mit Pamela Rutherford verheiratet (zwei Töchter; Scheidung 1964) und ab 2006 mit Margaret Ellen Rex (geb. Biggs).
Er lebte in Warwickshire, England.

### Berufliche Stationen im Einzelnen
- Lehrer an der Hope Fountain-Missionsschule und später Leiter der Abteilung für Native Affairs der Stadt Kimberley
- Dozent der Soziologie an der Universität Leeds, zunächst in der Fortbildung, sodann an deren soziologischen Institut von 1945 bis 1962.
- Dozent der Soziologie an der Universität Birmingham von 1962 bis 1964
- Dozent der Soziologie an der Universität Durham von 1964 bis 1970
- Mitglied im Internationalen Expertenausschuss für Rassismus der UNESCO seit 1967
- Dozent der Soziologie an der Universität Warwick von 1970 bis 1984
- Gastdozent in der Universität Toronto von 1973 bis 1974
- Präsident des Research Committee on Racial and Ethnic Minorities der International Sociological Association von 1974 bis 1982
- Direktor der Forschungsgruppe für ethnische Beziehungen des Sozialwissenschaftlichen Forschungsinstituts der Universität Aston von 1984 bis 1988
- Direktor der Forschungsgruppe für ethnische Beziehungen des Wirtschafts- und Sozialwissenschaftlichen Forschungsinstituts der Universität Warwick von 1988 bis 1989
- 1989 wurde John Rex dort emeritiert.
- Gastdozent an der Universität New York 1995
- Gastdozent an der Universität Kapstadt 1996

John Rex war Vorsitzender der British Sociological Society.

## Wichtigste Veröffentlichungen
- Key Problems of Sociological Theory. London: Routledge and Kegan Paul 1961 (ein international vielbeachteter Beitrag zur Konfliktsoziologie)
- (mit Robert Moore): Race Community and Conflict, Oxford 1967
- Race Relations in Sociological Theory. London: Weidenfeld and Nicolson 1970
- (mit Sally Tomlinson): Colonial Immigrants in a British City - A Class Analysis. London: Routledge and Kegan Paul 1979
- Ethnic Minorities in the Modern Nation State - Working Papers in the Theory of Multi-Culturalism and Political Integration in European Cities. Basingstoke: MacMillan 1996
- The Governance of Multicultural Societies. Aldershot: Ashgate 2004.
- „Empire, Race and Ethnicity“, in: International Journal of Comparative Sociology, Jg. 45, 2004, H. 3, S. 161–173.